# Joyce Silva
Joyce Gomes da Silva, znana także jako Joycinha (ur. 13 czerwca 1984 roku w Guarulhos) – brazylijska siatkarka, grająca na pozycji atakującej, reprezentantka kraju.

## Sukcesy klubowe
Mistrzostwo Brazylii:
- 2009
- 2004, 2010
- 2007, 2008, 2011, 2012

Klubowe Mistrzostwa Ameryki Południowej:
- 2009

Mistrzostwo Korei Południowej:
- 2014

Puchar Challenge:
- 2017

## Sukcesy reprezentacyjne
Mistrzostwa Świata Kadetek:
- 2001

Mistrzostwa Ameryki Południowej Juniorek:
- 2002

Mistrzostwa Świata Juniorek:
- 2003

Volley Masters Montreux:
- 2006, 2009

Grand Prix:
- 2006, 2008, 2009
- 2010

Puchar Panamerykański:
- 2009
- 2012

Final Four Cup:
- 2009

Mistrzostwa Ameryki Południowej:
- 2009

Puchar Wielkich Mistrzyń:
- 2009

Mistrzostwa Świata:
- 2010

Puchar Borysa Jelcyna:
- 2011

Igrzyska Panamerykańskie:
- 2015

## Nagrody indywidualne
- 2009: MVP Final Four Cup